# 1204 Renzia
Az 1204 Renzia (ideiglenes jelöléssel 1931 TE) egy marsközeli kisbolygó. Karl Wilhelm Reinmuth fedezte fel 1931. október 6-án, Heidelbergben.